# Plișîveț, Hadeaci
Plișîveț (în ucraineană Плішивець) este localitatea de reședință a comunei Plișîveț din raionul Hadeaci, regiunea Poltava, Ucraina.

## Demografie
Componența lingvistică a localității Plișîveț
     Ucraineană (98,39%)
     Rusă (1,61%)
Conform recensământului din 2001, majoritatea populației localității Plișîveț era vorbitoare de ucraineană (98,39%), existând în minoritate și vorbitori de rusă (1,61%).